# 발렌틴 코노넨

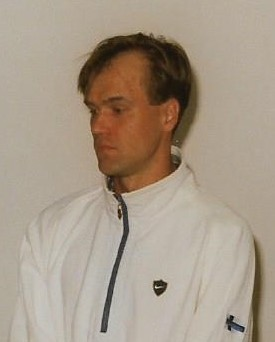

발렌틴 코노넨(핀란드어: Valentin Kononen, 1969년 3월 7일 ~ )은 핀란드의 전직 육상 선수이다. 그의 경쟁적 성취들은 그를 자신의 스포츠에서 최고 상연자들 중의 하나로 놓은 주요 경연 대회에서 획득한 몇몇의 메달들을 포함한다.
코노넨의 가장 주목할만한 성과는 예테보리에서 열린 1995년 세계 육상 선수권 대회 금메달이었다. 또한 그는 1993년 세계 육상 선수권 대회와 1998년 유럽 선수권 대회에서 은메달을 획득하였다.

## 참조
- (영어) 발렌틴 코노넨 - 국제 육상 경기 연맹